# 広島県道327号古屋吉田線
広島県道327号古屋吉田線（ひろしまけんどう327ごう こやよしだせん）は、広島県広島市安佐北区から安芸高田市に至る一般県道である。

## 概要
広島市安佐北区白木町古屋から安芸高田市吉田町上入江に至る

### 路線データ
- 起点：広島市安佐北区白木町古屋（広島県道68号大林井原線交点）
- 終点：安芸高田市吉田町上入江（広島県道318号上入江吉田線交点）
- 通行不能区間：広島市安佐北区白木町古屋 - 安芸高田市吉田町上入江

## 歴史
- 1960年（昭和35年）10月10日 - 広島県告示第682号により広島県道159号古屋吉田線として認定される。
- 1972年（昭和47年）11月1日 - 広島県の県道番号再編により現行の路線番号に変更される。
- 1973年（昭和48年）10月22日 - 高田郡白木町が広島市に編入されたため起点の地名表記が変更される。
- 1980年（昭和55年）4月1日 - 広島市が政令指定都市に昇格したため起点の地名表記が変更される。
- 2004年（平成16年）
  - 3月1日 - 高田郡の全6町が対等合併して安芸高田市が発足したため終点の地名表記が変更される。
  - 3月18日 - 広島県道318号上入江吉田線の全部分の区域が決定したため終点の位置が変更される[注釈 1]。

## 地理

### 通過する自治体
- 広島県
  - 広島市（安佐北区） - 安芸高田市

### 交差する道路
| 交差する道路              | 市町村名   | 市町村名   | 交差する場所 | 交差する場所 |
| ------------------------- | ---------- | ---------- | ------------ | ------------ |
| 広島県道68号大林井原線    | 広島市     | 安佐北区   | 白木町古屋   | 起点         |
| 通行不能区間              |            |            |              |              |
| 広島県道318号上入江吉田線 | 安芸高田市 | 安芸高田市 | 吉田町上入江 | 終点         |

### 沿線
- 江の川（可愛（えの）川）